# La vie est belle (film, 1985)
Pour les articles homonymes, voir La vie est belle.
Pour plus de détails, voir Fiche technique et Distribution.
La vie est belle (Život je lep) est un film dramatique yougoslave réalisé par Boro Drašković et sorti en 1985.
Il s'agit d'une adaptation du roman d'Alexandre Tišma.

## Synopsis
Un train s'arrête brusquement en rase campagne et ne repart pas. Les passagers, dont plusieurs musiciens, se rendent peu après dans un petit bar des environs, où ils trouvent refuge et commencent à jouer de la musique, à manger et à s'enivrer. Mais ils se rendent vite compte qu'ils ne sont pas les bienvenus et que les différents personnages ne s'entendent pas. La chanson répétée par les musiciens, dont le refrain est Život je lep (litt. « La vie est belle »), tourne bientôt à la farce grotesque.

## Fiche technique
- Titre français : La vie est belle[1],[2]
- Titre original serbo-croate : Život je lep[3]
- Réalisation : Boro Drašković
- Scénario : Boro Drašković, Maja Drašković d'après Alexandre Tišma
- Photographie : Božidar Nikolić
- Montage : Andrija Zafranović
- Musique : Vojislav Kostić
- Décors : Milenko Jeremic
- Costumes : Maja Draskovic
- Société de production : Neoplanta Film, Union Film
- Pays de production :  Yougoslavie
- Langue originale : serbo-croate
- Format : Couleurs - Son mono
- Durée : 100 minutes
- Genre : Drame
- Dates de sortie :
  - Yougoslavie : 3 juin 1985

## Distribution
- Rade Šerbedžija : Accordéoniste
- Sonja Savić (sh) : Chanteuse
- Dragan Nikolić : bagarreur
- Pavle Vuisić : Chef
- Ljubiša Samardžić : Serveur Valentino
- Predrag Laković : Conducteur de la locomotive